# Hué City
Die USS Hué City (CG-66) ist ein ehemaliger Lenkwaffenkreuzer der United States Navy und gehört der Ticonderoga-Klasse an. Ihr Name sollte den Einsatz der US Marines während der Schlacht um Huế (1968) im Vietnamkrieg würdigen. Entsprechend wurde der „Schlachtruf“ des Schiffs gewählt: Fidelity, Courage, Honor (Treue, Mut, Ehre).

## Geschichte
CG-66 wurde 1987 in Auftrag gegeben und 1989 auf Kiel gelegt. Bauwerft war Ingalls Shipbuilding. Dort lief der Kreuzer 1990 vom Stapel und wurde von Mrs. Jo Ann Cheatham auf den Namen Hué City getauft. Die Indienststellung fand im September 1991 statt.
1993 lief die Hué City erstmals aus, sie beschützte die Theodore Roosevelt auf ihrem Einsatz im Mittelmeer. Dort nahm die Gruppe an der Operation Deny Flight teil. 1995 überwachte die Hué City an der Seite der Roosevelt Flugverbotszonen über dem Irak (Operation Southern Watch). Nach einer Fahrt in die Ostsee 1996 folgte 1997 eine weitere Verlegung ins Mittelmeer, allerdings diesmal an der Seite der John F. Kennedy. 1999 fuhr der Kreuzer eine Übung in der Ostsee.
2000 war die Hué City Flaggschiff während der Übung UNITAS in der Karibik. Direkt nach den Terroranschlägen am 11. September 2001 beschützte sie die George Washington vor der New Yorker Küste. Im März 2002 begann dann ein Einsatz mit der Kennedy im Rahmen der Operation Enduring Freedom.
2004 nahm der Kreuzer an der Übung Northern Eagle 2004 mit der russischen Marine teil. 2006 sicherte die Hué City in einer von der Trenton geführten kleinen Einsatzgruppe die Seewege am Horn von Afrika. Außerdem sicherte sie die Evakuierung amerikanischer Zivilisten aus dem Libanon. Nach der Teilnahme an der Fleet Week New York verlegte der Kreuzer wieder vor Afrikas Ostküste und in den Persischen Golf, diesmal mit dem Flugzeugträger Harry S. Truman. Anfang 2010 lief die Hué City an der Seite der Dwight D. Eisenhower aus. Ziel der Fahrt ist der Nahe Osten, wo die Kampfgruppe die US-Streitkräfte im Irak und die Piratenbekämpfung vor Somalia unterstützt. Im Juni 2012 verlegte der Kreuzer wiederum an der Seite der Dwight D. Eisenhower ins Mittelmeer und arabische Gewässer.
Die Hué City wurde am 23. September 2022 in Naval Station Norfolk aus dem Dienst verabschiedet. Sie wurde am 30. September 2022 außer Dienst gestellt und aus der Flottenliste gestrichen. Sie wurde dem NAVSEA Inactive Ships On-site Maintenance Office unterstellt und zur Naval Inactive Ships Maintenance Facility (NISMF) in Philadelphia geschleppt.